# Kultura aszelska

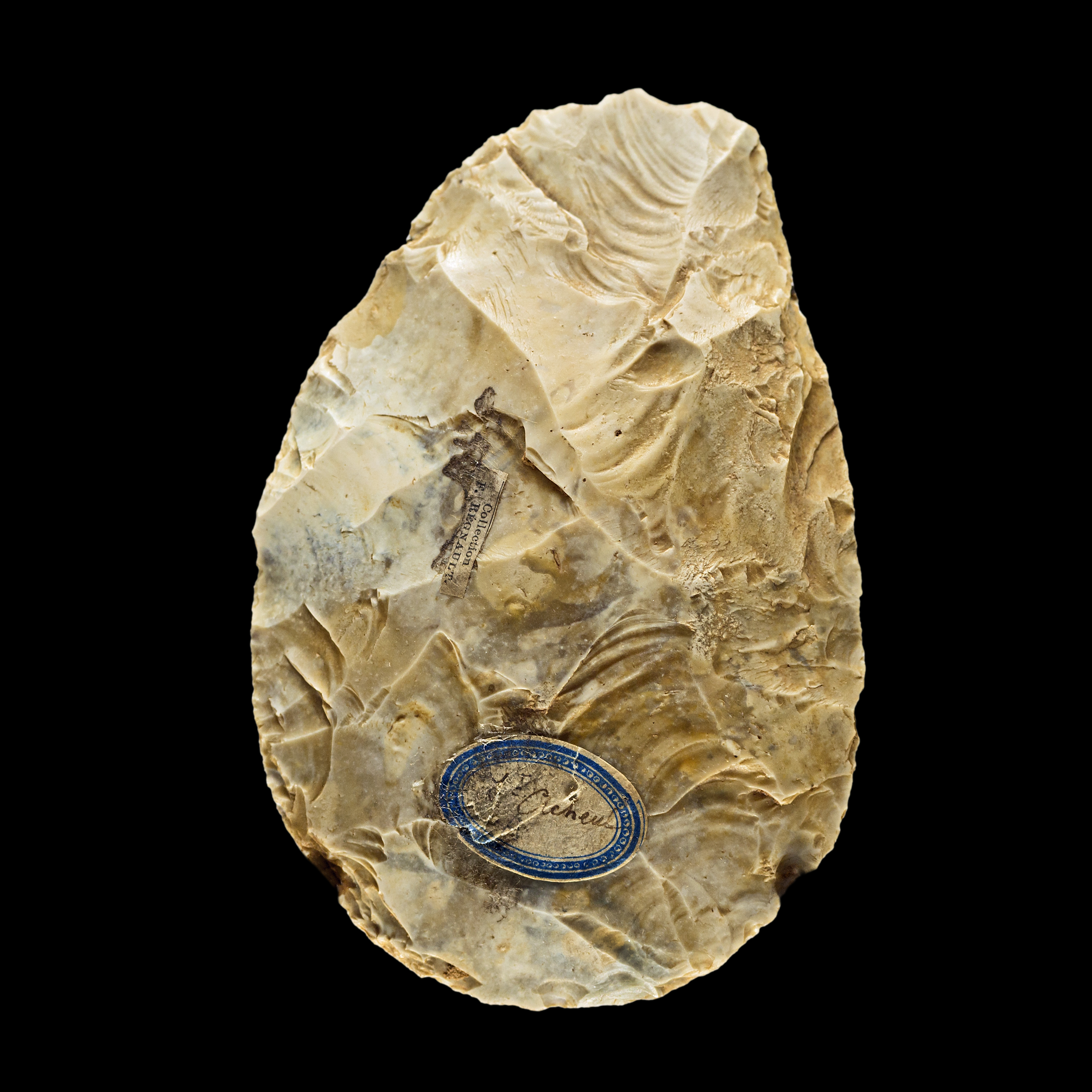
Pięściaki kultury aszelskiej z Saint-Acheul

Kultura aszelska – jedna z najstarszych kultur dolnego paleolitu, występująca na terenach Afryki, Azji i Europy.

## Kryteria wydzielenia
Nazwa tej kultury pochodzi od eponimicznego stanowiska Saint-Acheul nad Sommą. Za główne kryterium wydzielenia tej kultury posłużyła badaczom znacząca zmiana jakościowa w dziedzinie technologii obróbki kamienia, a mianowicie zastosowanie bifacjalnego retuszu stosowanego przy produkcji pięściaków, rozłupców i innych narzędzi inwentarza kamiennego.

## Chronologia, geneza, zanik
- Na kontynencie afrykańskim

Geneza tej kultury nastręcza badaczom wiele problemów, gdyż na różnych stanowiskach proces krystalizacji tej kultury przebiegał różnie. Na stanowisku Olduvai mamy do czynienia z równoległym współwystępowaniem elementów rozwiniętej kultury olduwajskiej, jak i elementów charakterystycznych dla kultury aszelskiej. Okres współwystępowania obu przemysłów mieści się w przedziale między 1,5 mln–700 tys. lat temu, zaś na stanowiskach w rejonie Melka Kunture w Etiopii można zaobserwować sukcesywne przejście od technologii olduwajskiej do technologii aszelskiej; okres ten trwał od ok. 1,8 mln–500 tys. lat temu, gdzie zasadnicze przejście od jednej technologii w drugą odbyło się zapewne w przedziale między 1,5–1,2 mln lat temu.
- Na kontynencie europejskim:

Najstarsze narzędzia bifacjalne z terenu Europy odkryto na stanowisku Notarchirico, a wiek tych wyrobów wyznacza data 640 tys. lat. Znaleziska te znacznie wyprzedzałyby wszystkie inne pochodzące z terenu Europy, które w zasadzie nie przekraczają daty 500 tys. lat. Stanowisko Notarchirico jest jedynym zespołem tak wcześnie datowanym, dlatego wśród badaczy przeważa opinia, że to data 500 tys. lat wyznacza początek nowej tradycji technologicznej, stosowanej do produkcji narzędzi kamiennych na terenie Europy. Zanik kultur aszelskich wyznacza okres ok. 50 tys. lat temu. Na terenie Europy kultura aszelska współwystępuje z kompleksem o tradycji narzędzi mikroodłupkowych.

## Obszar występowania
- Na kontynencie afrykańskim

Horyzont wyrobów kulturowych utożsamiany z kulturą aszelską obejmuje swym zasięgiem tereny środkowo-wschodniej Afryki. Świadczą o tym artefakty ze stanowisk Koobi Fora (Kenia), Olduvai (Tanzania) oraz z rejonu Melka Kunture (Etiopia). Zaś o ekspansji kultury aszelskiej na tereny południowej części Afryki świadczą znaleziska z Jaskini Ognisk (RPA, Prowincja Północna) oraz stanowiska Kalambo Falls (na granicy Zambii i Tanzanii). Kolejnym obszarem, na którym poświadczone są znaleziska utożsamiane z kulturą aszelską, są tereny północno-zachodniej części Afryki – stanowisko Tighenif (Algieria).
- Na kontynencie europejskim:

W Europie wydzielić można trzy prowincje aszelskie:
1. południowa – która obejmuje swym zasięgiem tereny Półwyspu Iberyjskiego – stanowisko La Galeria (znajdujące się w kompleksie Atapuerca) i obszar południowej Francji – stanowisko Terra Amata (znajduje się na terenie Nicei).
2. „klasyczna”  – do której należy zaliczyć tereny dzisiejszej północnej Francji stanowiska Saint-Acheul, Cagny-la-Garenne, Belgii i Anglii, stanowisko – Boxgrove (Sussex).
3. apenińską – np. Stanowisko Castel di Giuido znajdujące się koło Rzymu.

## Charakterystyczne wytwory kulturowe
- Na terenach afrykańskich:

Do przewodnich elementów inwentarza tej kultury należą pięściaki wykonywane techniką rdzeniowania z naturalnych fragmentów skał. W fazie wczesnoaszelskiej między 1,5–1 mln lat temu pięściaki w swojej formie są masywne i posiadają silnie sinusoidalną krawędź pracującą. Wiąże się to z zastosowaniem techniki opartej na tzw. „twardym tłuku”. Fazę środkowoaszelską (1 mln–600 tys.) cechuje doskonalsza technika obróbki narzędzi bifacjalnych oraz pojawienia się rozłupców odłupkowych w swojej pierwotnej formie. W fazie późnoaszelskiej (600–300/200 tys.) dochodzi do nowej innowacji technologicznej, a mianowicie zastosowanie tzw. miękkiego tłuka, wykonywanego z miękkich skał osadowych, jak również z fragmentów kości i rogów. Z tych ostatnich wykonywano również narzędzia pośredniczące. Dzięki tej innowacji krawędzie pięściaków aszelskich stają się bardziej regularne, a pięściaki w swej formie stają się cieńsze. W inwentarzach kultury aszelskiej spotkać można sporadycznie narzędzia odłupkowe, tj. zgrzebła i skrobacze. W schyłkowej fazie aszelenu dochodzi do kolejnych zmian jakościowych, prowadzących do produkcji odłupków o pożądanej formie. Nowa technologia była bardzo mało wydajna. W zasadzie z jednej bryły kamiennej powstawał jeden odłupek, do produkcji którego wymagane były bryły o odpowiedniej łupliwości.
- Na terenach europejskich

1. Prowincja południowa – przemysł kamienny tej prowincji charakteryzuje się obecnością pięściaków i rozłupców obok wielu narzędzi wykonywanych z odłupków. Na stanowiskach tej prowincji w fazie późnoaszelskiej zaobserwować można dalsze doskonalenie techniki retuszu bifacjalnego oraz produkcji odłupków o wcześniej zamierzonych kształtach (tzw. technika lewaluaska). Mimo stosowania technologii aszelskiej do produkcji narzędzi, nadal spotykane są formy archaiczne np. nacinaki i piki – stanowisko Terra Amata.
2. Klasyczna prowincja – na stanowiskach należących do tej prowincji można zaobserwować stopniowy zanik pięściaków grubych z nieobrobioną podstawą. Jednocześnie godny odnotowania jest wysoki stopień standaryzacji kształtu pięściaków oraz dążenie do nadania im jak najbardziej symetrycznej formy. Wśród pięściaków najczęściej spotykane są okazy o kształcie sercowatym i owalnym. Pod względem technologicznym bardzo charakterystyczne jest pojawienie się tzw. techniki lewaluaskiej.
3. Prowincja apenińska – na stanowiskach należących do tej prowincji artefakty aszelskie sąsiadowały z archaicznymi formami tj. choppery czy narzędzia typu chopping tool. Poświadczona jest także obecność pięściaków, z których część wykonana była z kawałków kości słoniowej. Na stanowisku Torre in Pietra (okolice Rzymu w pobliżu Via Aurelia) odkryto liczne pięściaki w dość prymitywnej formie z nieobrobioną podstawą oraz narzędzia odłupkowe.

## Formy osadnicze
W okresie trwania kultury aszelskiej nadal poświadczona jest specjalizacja stanowisk ludzkich podobnie jak to miało miejsce w kompleksie kultur o tradycji otoczakowej z tym zastrzeżeniem, iż na stanowiskach aszelskich częściej poświadczone jest występowanie ognia do produkcji pożywienia – o czym świadczą odnajdywane przepalone kości. Stanowisko Terra Amata datowane na okres 380 tys. lat temu stanowi przykład pierwszego zorganizowanego obozowiska dolnopaleolitycznego na terenie Europy. W zasadzie jest to kompleks obozowisk, które służyły łowcom kultury aszelskiej jako miejsca kilkudniowych, acz częstych pobytów. Łowcy kultury aszelskiej budowali głównie lekkie konstrukcje szałasowe wznoszone z żerdzi i gałęzi, których końce wbijano wokół owalnego placu. Cała ta konstrukcja wzmocniona była otaczającymi ją kamieniami. Ogień rozniecany był w zagłębieniach, bądź w obstawach kamiennych. Są to pierwsze ślady „oswojenia” ognia przez praczłowieka na terenie Europy.
Na terenie Apulii i Kalabrii występują aszelskie stanowiska jaskiniowe.

## Gospodarka
Twórcy kultury aszelskiej posługiwali się modelem gospodarki przyswajalnej, która miała charakter zbieracki uzupełniany przez szczątki padłych zwierząt. Jak już wspomniano, we wczesnym stadium rozwoju aszelenu człowiek jeszcze nie polował. Przemawiają za tym ślady pozostawione na kościach zwierzyny odnajdywanej na stanowiskach aszelskich. Kości te posiadają w dużej mierze ślady gryzienia przez drapieżniki. Wraz z rozwojem aszelenu diametralnie spada liczba śladów pozostawionych przez drapieżników, wzrasta za to liczba śladów pozostawionych przez narzędzia używane przez człowieka. Świadczyć to może o preferencyjnym dostępie człowieka do tusz padłej zwierzyny. Uzyskanie preferencyjnego dostępu do padłej zwierzyny wymagało zorganizowanych działań podjętych przez większe grupy ludzkie, które by pozwalały na odpędzenie większych drapieżników przy pomocy np. ognia. Pojawienie się w Afryce około 300 tys. lat temu pierwszej udokumentowanej broni łowieckiej służącej do miotania i zaopatrzonej w groty kamienne znacznie zwiększało efektywność działań myśliwskich podejmowanych przez praczłowieka. Na stanowisku JK w Olduvai odkryto system kanałów i basenów, które służyły do produkcji solanki, z której po odparowaniu otrzymywana była sól.